# Сфаксьен
«Сфаксьен» (араб. النادي الرياضي الصفاقسي‎, фр. Club Sportif Sfaxien) — тунисский футбольный клуб из города Сфакс. Выступает в Лиге 1 Туниса. Основан 28 мая 1928 года. Домашние матчи проводит на стадионе «Таеби Меери», вмещающем 22 000 зрителей.

## Достижения

### Местные
- Чемпион Туниса — 7 (1968/69, 1970/71, 1977/78, 1980/81, 1982/83, 1994/95, 2004/05)
- Обладатель Кубка Туниса — 3 (1971, 1995, 2004)
- Обладатель Кубка лиги Туниса — 1 (2003)

### Международные
- Лига чемпионов КАФ
  - Финалист: 2006

- Кубок Конфедерации
  - Победитель: 2007, 2008

- Кубок КАФ
  - Победитель: 1998

- Суперкубок КАФ
  - Финалист: 2007, 2008

- Арабская Лига Чемпионов
  - Победитель: 2004
- Арабский Кубок Чемпионов
  - Победитель: 2000
- Кубок Вице-Чемпионов УНАФ
  - 2009